# ゴンドウクジラ
ゴンドウクジラ（巨頭鯨）は、クジラ類ハクジラ亜目マイルカ科に含まれる小型のクジラの一群。
狭義にはゴンドウクジラ属のこと。広義には、ゴンドウクジラ亜科の全5属とシャチ亜科の2属中1属が含まれる。広義のゴンドウクジラは単系統ではなく、分岐学的にはあまり適当な分類法ではない。

## 特徴
体長2-5メートル。クジラと名のつく種の中では最も小型で、ゴンドウイルカと呼ばれることもある。頭部は丸く、他のマイルカ科のイルカと違い口吻の突出はほとんどない。歯は各列15本以内と、クジラ類にしては少ない。
実質的にマイルカ科の一部を形態の共通点に基づいて、慣例としてゴンドウクジラと呼んでいるに過ぎず、遺伝子的にはマイルカ科の他のイルカとは顕著な違いは見られない。また、飼育下において、ハナゴンドウ、オキゴンドウはハンドウイルカとの間に交雑個体を作ったことがある。
ゴンドウクジラの中でも近縁のシャチやオキゴンドウの二種は海洋哺乳類やマグロなどの大型魚を食べる。
シャチは一般的にはゴンドウクジラに入れられないが、オキゴンドウと近縁である事実と、イルカではなくクジラとして扱われる慣例から、図鑑等の書籍ではゴンドウクジラの仲間として掲載される事が多い。
マゴンドウ、シオゴンドウ（タッパナガ）はコビレゴンドウと同種とされる。

## 産業
一部の種は捕鯨の対象となる。小型で捕獲が容易であることから、捕鯨の発達初期から捕獲対象であった。現在は、デンマーク領のフェロー諸島や日本の和歌山県沖などで捕獲が行われている。うち日本では、2005年には、小型捕鯨や追い込み漁などにより各種合計で572頭が捕獲された。
フェロー諸島ではイルカとともに追い込み漁の対象となっており、2020年代において年間約800頭が漁獲されている。

## 分類
6属8種。
- ゴンドウクジラ亜科 Globicephalinae
  - ハナゴンドウ属 Grampus
    - ハナゴンドウ Risso's Dolphin, Grampus griseus

  - カズハゴンドウ属 Peponocephala
    - カズハゴンドウ Melon-headed Whale, Peponocephala electra

  - ユメゴンドウ属 Feresa
    - ユメゴンドウ Pygmy Killer Whale, Feresa attenuata

  - ゴンドウクジラ属 Globicephala
    - ヒレナガゴンドウ Long-finned Pilot Whale, Globicephala melas
    - コビレゴンドウ Short-finned Pilot Whale, Globicephala macrorhyncus

  - オキゴンドウ属 Pseudorca
    - オキゴンドウ False Killer Whale, Pseudorca crassidens
- シャチ亜科 Orcininae
  - カワゴンドウ属 Orcaella
    - カワゴンドウ Irrawaddy Dolphin, Orcaella brevirostris
    - オーストラリアカワゴンドウ Australian Snubfin Dolphin, Orcaella heinsohni

  - シャチ属 Orcinus

## 集団座礁
大きな群れで行動するため、一度座礁しだすと集団座礁（座礁鯨）に繋がりやすい。世界各地で報告例が見られる。